# Congaz
Congaz (in gagauzo Kongaz, in russo Конгаз) è un comune della Moldavia situato nella Gagauzia di 12.327 abitanti al censimento del 2004.

## Società

### Evoluzione demografica
In base ai dati del censimento, la popolazione è così divisa dal punto di vista etnico:
| Etnia       | Abitanti | %     |
| ----------- | -------- | ----- |
| Moldavi     | 149      | 1,21  |
| Ucraini     | 91       | 0,73  |
| Russi       | 128      | 1,04  |
| Gagauzi     | 11.849   | 96,12 |
| Bulgari     | 62       | 0,50  |
| Rumeni      | 1        | 0     |
| Altre etnie | 47       | 0,38  |